# Збройні сили Сербії
Збройні сили Сербії (серб. Војска Србије) — сукупність військ Республіки Сербія, призначена для захисту свободи, незалежності та територіальної цілісності держави. Складаються з сухопутних військ та військово-повітряних сил, об'єднаних з військами протиповітряної оборони. До основних завдань сербських збройних сил також відносяться миротворча діяльність в регіоні й світі та надання допомоги у разі стихійного лиха та інших катастроф. Збройні сили Сербії є наступниками та продовжувачами традицій збройних сил Югославії та Королівства Сербії.
У 2007 році Національна асамблея Сербії проголосила озброєний нейтралітет.
1 березня 2012 Сербія офіційно набула статусу кандидата в члени Євросоюзу.

## Загальні відомості
Збройні сили Сербії в сучасному виді були створені 6 липня 2006 року за указом Народної Скупчини.

### Види збройних сил
Збройні сили Сербії підлягають Міністерству оборони та складають :
- Сухопутні війська Сербії (серб. Копнена војска Србије), (до їх складу входить також річкова флотилія)
- Авіація і протиповітряна оборона Сербії (серб. Ваздухопловство і противваздухопловна одбрана Србије)[8]
- Навчальне командування Сербії (серб. Команда за обуку)

### Призовний вік і порядок комплектування збройних сил
Громадяни, що досягли 19-35 років підлягають призову на обов'язкову військову службу; у разі війни, призовний вік починатиметься з 16 років.: очікується скасування загальної військової повинності в 2010 році; термін дійсної військової служби — 9 місяців; резервна служба до 60 років для чоловіків і до 50 років для жінок.
Збройні сили мають в складі 47 тис. військовослужбовців.

### Людські ресурси, щорічно досягають призовного віку
- Чоловіки: 66,263
- Жінки: 62,165 (2008 оцінково)